# Franz Supper
Franz Supper (geboren 1957 in Oberrabnitz, Burgenland) ist ein österreichischer Opernsänger (Tenor).

## Leben
Franz Supper erlernte nach dem frühen Tod seines Vaters den Spenglerberuf. Ermutigt vom Oberpullendorfer Arzt Michael Lang und dem Organisten Gottfried Kogler begann er 23-jährig ein Gesangsstudium am Joseph-Haydn-Konservatorium in Eisenstadt bei Heinrich Schneider. Er setzte seine Ausbildung bei Luise Scheit an der Wiener Hochschule für Musik und darstellende Kunst, sowie bei Walter Berry und Michael Pabst fort. Seinen Lebensunterhalt verdiente er im Chor der Volks- und der Staatsoper, sowie als Friedhofssänger.

### Salzburger Landestheater
Nach seinem Debüt an der Wiener Kammeroper wurde er 1987 ans Salzburger Landestheater engagiert, an dem er im Laufe der Jahrzehnte eine Entwicklung vom Buffo-Tenor hin ins dramatische Fach nahm. Große Erfolge feierte er als Max in Freischütz, als Tambourmajor in Wozzeck, als Max in Jonny spielt auf, als Florestan in Fidelio, als Jim Mahoney in Aufstieg und Fall der Stadt Mahagonny sowie in den Titelrollen der Opern Hoffmanns Erzählungen und Oberon. Im Mai 2019 wurde Franz Supper der Berufstitel Kammersänger verliehen. Salzburger Zeitungen berichteten stolz vom „ersten Kammersänger des Salzburger Landestheaters“. Dieses feierte ihren Star mit der Gala „Franz and Friends“ im selben Jahr.
Im Juni 2022 trat der Sänger nach über 35-jähriger Tätigkeit beim Landestheater Salzburg offiziell in den Ruhestand. Noch in seiner letzten Saison debütierte er in der Rolle des Bacchus in Ariadne auf Naxos. Die Rolle gilt als besonders schwierig und die Tageszeitung Kurier schrieb: „Erstaunlich wie Franz Supper, ein Urgestein des Hauses, den Bacchus singen kann: In allen Lagen klingt seine Stimme warm und kultiviert, alle Spitzentöne sind da.“
Der Sänger ist seit seiner Pensionierung in einigen Konzerten aufgetreten und sagt, dass er singen wolle, „solange mich Menschen hören wollen“.

### Gastspiele
Gastspiele führten und führen den Sänger u. a. als Adam in Der Vogelhändler ans Staatstheater am Gärtnerplatz in München, als Josef in Wiener Blut an die Wiener Volksoper oder als Alfred in Die Fledermaus nach Bozen.
Es ist langjährige Tradition der Salzburger Festspiele, hervorragende Ensemblemitglieder des Salzburger Landestheaters für kleinere Rollen zu engagieren. In dieser Tradition debütierte Supper im Sommer 1987 bei den Festspielen in Gerhard Wimbergers Fürst von Salzburg Wolf Dietrich, sang dort 1991 in Helmut Eders Mozart in New York und verkörperte 2001 in Hans Neuenfels’ provokanter Neuinterpretation der Fledermaus den Dr. Blind. 2002 sang er bei den Osterfestspielen Salzburg in Wagners Parsifal, dirigiert von Claudio Abbado, inszeniert von Peter Stein. 2013 war er bei den Festspielen im Sommer der Ulrich Eißlinger in den Meistersingern von Nürnberg, 2014 und 2015 der Haushofmeister der Marschallin im Rosenkavalier, 2015 und 2016 übernahm er den Don Curzio in Le nozze di Figaro.
Eine seiner schönsten Rollen bei den Salzburger Festspielen war 2016 der Isacco di York in der wiederentdeckten Oper Il templario von Otto Nicolai.
Mit Festspielensembles gastierte Franz Supper auch an der Mailänder Scala und bei den bekannten Festivals von Edinburgh und Luzern.
Supper ist verheiratet und Vater von zwei Söhnen.

## Nachweise
1. ↑  Gregor Hauser: Magische Töne. Österreichische Tenöre der Nachkriegszeit. Verlag Der Apfel 2020, ISBN 978-3-85450-019-3. S. 226.
2. ↑  András Batta: Opera. Komponisten, Werke, Interpreten. h.f.ullmann 2009, ISBN 978-3-8331-2048-0, S. 595.
3. ↑  Helmut Christian Mayer: Viel Hektik, aber zu wenig Poesie: "Ariadne" in Salzburg. In: Kurier vom 21. September 2021.
4. ↑  Florian Oberhummer: Franz Supper dankt Salzburg singend. In: Salzburger Nachrichten vom 10. Juni 2022.
5. ↑  Franz Supper auf den Seiten des Salzburger Landestheaters (aufgerufen am 1. Mai 2020).
6. ↑  Gregor Hauser: Magische Töne. Österreichische Tenöre der Nachkriegszeit. Verlag Der Apfel 2020, ISBN 978-3-85450-019-3. S. 226.
7. ↑  Gregor Hauser: Magische Töne. Österreichische Tenöre der Nachkriegszeit. Verlag Der Apfel 2020, ISBN 978-3-85450-019-3. S. 225.

| Personendaten    | Personendaten                                    |
| ---------------- | ------------------------------------------------ |
| NAME             | Supper, Franz                                    |
| KURZBESCHREIBUNG | österreichischer Opernsänger der Stimmlage Tenor |
| GEBURTSDATUM     | 1957                                             |
| GEBURTSORT       | Oberrabnitz, Burgenland                          |